# Мадагаскарска сова
Мадагаскарската сова (Asio madagascariensis) е вид птица от семейство Совови (Strigidae).

## Разпространение
Видът е разпространен в Мадагаскар.